# Ordre administratif en France
Pour les autres articles nationaux ou selon les autres juridictions, voir Ordre administratif.
L'ordre administratif en France est l'ordre de juridiction chargé du contrôle juridictionnel, soit de juger et de contrôler l'administration publique de l’État, des collectivités territoriales et des administrations de la sécurité sociale, et de régler les conflits avec celle-ci. En France, le jugement des litiges est effectué par un juge spécialisé : le juge administratif.
Cette juridiction administrative s'est en général dégagée à partir de l'administration qui, avant 1872, jugeait elle-même les litiges.
Les juridictions administratives sont des tribunaux à part entière, distincts des tribunaux judiciaires. Elles constituent ainsi l'un des deux ordres de juridiction en France, l'autre étant l'ordre judiciaire.
La procédure y est essentiellement écrite : les avocats y plaident rarement, sauf pour certains contentieux, notamment celui du droit des étrangers.

## Statut

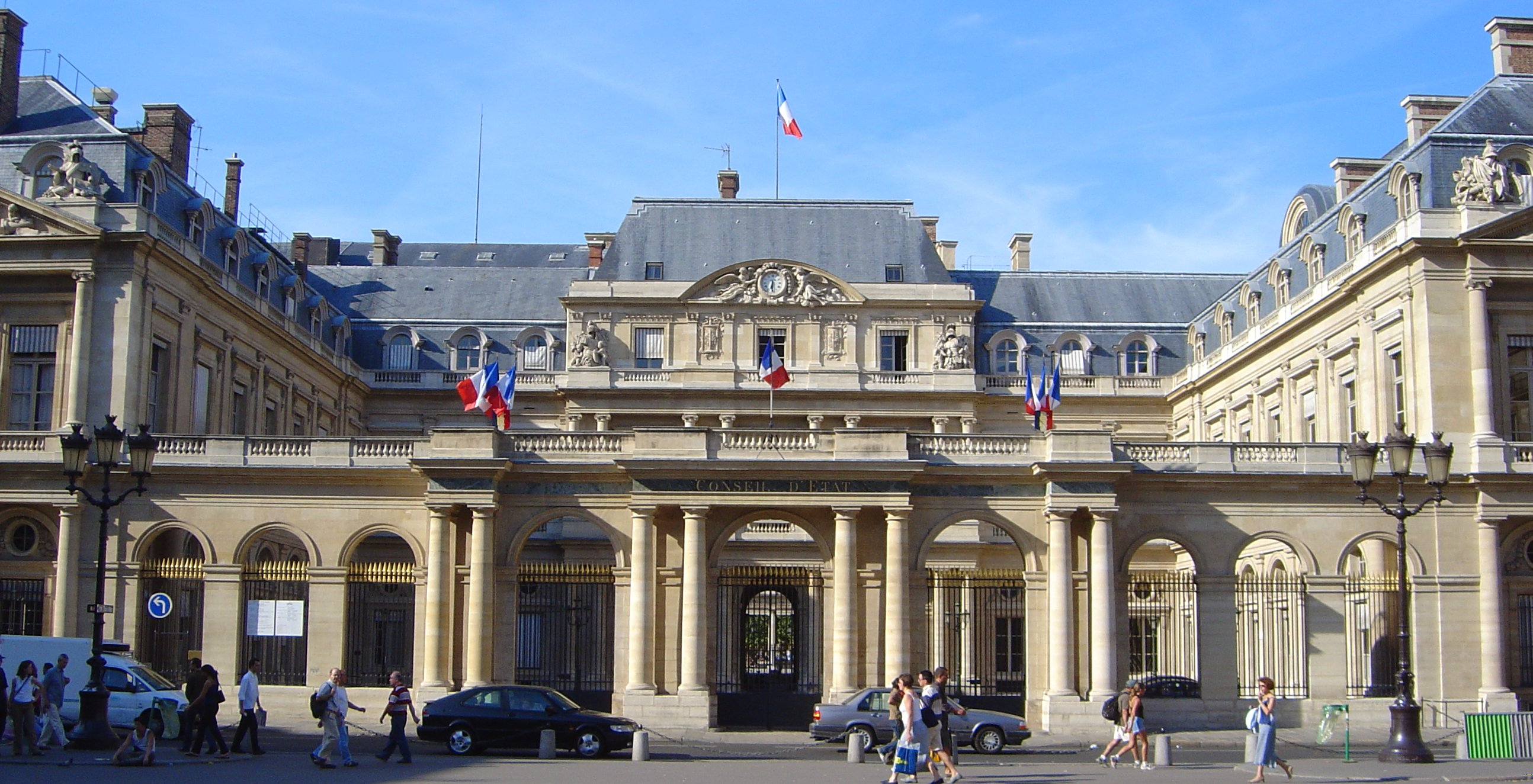
Le Conseil d’État est la juridiction la plus élevée de l’ordre administratif.

La juridiction administrative n'est reconnue dans le corps de la constitution de 1958 que depuis la réforme constitutionnelle de 2008 et l'introduction de la question prioritaire de constitutionnalité. Auparavant, le Conseil d'État n'était mentionné qu'en tant qu'organe consultatif et non comme organe juridictionnel.
Par la décision du 22 juillet 1980 Loi de validation, le Conseil constitutionnel a reconnu que l'indépendance de la juridiction administrative, telle qu'entérinée par la loi du 24 mai 1872, fait partie des principes fondamentaux reconnus par les lois de la République (PFRLR) - ce qui lui confère une valeur constitutionnelle (au même titre que l'ordre judiciaire en vertu de l'article 64 de la Constitution).
Par ailleurs, une partie de sa compétence, et incidemment son existence, ont également été constitutionnalisées - à nouveau sous la forme d'un PFRLR - par la décision du Conseil constitutionnel du 23 janvier 1987 Conseil de la concurrence, concernant l'annulation et la réformation des décisions prises par les autorités administratives dans leurs prérogatives de puissance publique. Pour ce faire, le Conseil constitutionnel se fonde sur la « conception française de la séparation des pouvoirs », caractérisée par les articles 10 à 13 de la loi des 16 et 24 août 1790 qui font défense aux tribunaux judiciaires de s'immiscer dans les affaires de l'État à peine de forfaiture, et par le décret du 16 fructidor an III qui interdit à ces juridictions de connaître des actes administratifs de quelque nature que ce soit.

## Les types de recours et les pouvoirs du juge administratif
En contentieux administratif français, il existe quatre types de recours principaux que l'on peut distinguer par les pouvoirs dont dispose le juge.

### Le recours pour excès de pouvoir
Le recours pour excès de pouvoir est le recours historique en contentieux administratif français. Il est fondé sur le principe de la cassation par l'annulation d'un acte violant une règle de droit. Les pouvoirs du juge y sont minimaux. Les moyens pouvant appuyer un recours pour excès de pouvoir sont donc limités à la question de la légalité. Il y a deux catégories de moyens : les moyens de légalité interne et les moyens de légalité externe. Les moyens de légalité internes sont l'incompétence de l'auteur de l'acte, le vice de forme et le vice de procédure. Les moyens de légalité interne sont l'erreur de droit, l'erreur de fait et la violation de la loi. Les conclusions principales des parties ne peuvent viser que l'annulation de l'acte ou le rejet de la requête. Par conséquent, les pouvoirs du juge y sont limités. Initialement, le juge ne pouvait que faire droit à des conclusions d'annulation et de rejet. Il peut également faire droit à la condamnation de la partie perdante aux frais non compris dans les dépens.
De principe, l'annulation d'un acte entraîne sa disparition et celle de l'ensemble des effets qu'il a produit de manière rétroactive. La rétroactivité de l'annulation est au coeur du principe de légalité en droit administratif. Après l'annulation, l'acte n'a jamais existé d'un point de vue juridique. C'est ce qui distingue l'annulation de l'abrogation de l'acte qui ne disparaît que pour le futur. 
Cependant, les pouvoirs du juge de l'excès de pouvoir se sont accroît sous l'impulsion du Conseil d'État. D'abord, le juge administratif peut moduler dans le temps les effets de l'annulation depuis la décision d'Assemblée du Conseil d'État du 11 mai 2004, Association AC ! et autres. Au nom de la protection du principe de sécurité juridique, lorsque l'annulation rétroactive des effets d'un acte illégal est susceptible d'avoir des conséquences trop graves, le juge peut moduler dans le temps les effets de cette annulation, voire considérer que les effets déjà produits sont définitifs. Ensuite, le juge administratif a étendu son pouvoir d'injonction en dehors de la phase d'instruction du dossier (injonction de produire des pièces). Il peut, depuis la loi du 8 février 1995, prononcer des mesures d'injonction pour garantir l'exécution de l'autorité de la chose jugée. Ces mesures d'injonction peuvent être accompagnées d'une astreinte. Elles ne dictent pas à l'Administration quelle décision prendre, mais de prendre une décision pour exécuter le jugement. Ainsi, plus le pouvoir discrétionnaire de l'Administration est grand, moins l'injonction peut être directive. En revanche, si l'Administration est en situation de compétence liée, l'injonction peut dicter ce que doit prendre comme décision l'Administration.

### Le recours de plein contentieux objectif
Le recours de plein contentieux objectif est également un contentieux de la légalité d'un acte administratif. Comme le recours pour excès de pouvoir, les moyens mobilisés concernent la légalité interne et la légalité externe de l'acte administratif. 
Cependant, les conclusions de la requête peuvent être demander la réformation de l'acte, c'est-à-dire sa réécriture par le juge. Dans le cas d'une sanction illégale, le juge peut la substituer par une sanction légale.

### Le recours de plein contentieux subjectif
Le recours de plein contentieux subjectif est un contentieux qui ne concerne pas la légalité d'un acte administratif. Il s'agit d'un recours mettant en cause la responsabilité d'une personne publique afin d'obtenir l'indemnisation d'un préjudice. 
La responsabilité administrative extra-contractuelle est reconnue comme distincte de la responsabilité civile et soumise à la compétence du juge administrative depuis l'arrêt du Tribunal des conflits du 8 février 1873, Blanco. Cet arrêt reconnaît la responsabilité extra-contractuelle de l'État à l'occasion de l'exécution d'une mission de service public. Cette responsabilité est dite pour faute et implique l'existence du triptyque faute, dommage et lien de causalité. Parallèlement au régime de responsabilité extra-contractuelle, on retrouve un régime de responsabilité extra-contractuelle sans faute qui ne reprend que deux des trois éléments du triptyque de la responsabilité pour faute, le dommage et lien de causalité. L'Administration n'a pas commis de faute, mais le dommage existe en raison d'une action de l'Administration. La réparation est prononcé au nom du principe d'égalité devant les charges publiques découlant de l'article 17 de la Déclaration des droits de l'homme et du citoyen. Il existe enfin un dernier type de responsabilité extra-contractuelle, celui de la responsabilité sans fait au nom notamment de la solidarité nationale. L'exemple typique de la responsabilité extra-contractuelle sans fait est celui de la responsabilité de l'État du fait des attroupements au titre de l'article L. 211-10 du Code de la Sécurité Intérieure.
La responsabilité administrative contractuelle s'inscrit exclusivement dans le cadre de relation contractuelle entre l'Administration et son co-contractant (et le tiers pour les clauses à caractères réglementaires du contrat, par exemple le règlement intérieur d'un service public dans le cadre d'un marché de concession d'un service public), à la différence de la responsabilité extra-contractuelle qui peut être mobilisée par tout le monde à condition d'en remplir les conditions. 
Pour engager une action en responsabilité contre une personne publique, il est nécessaire de lier le contentieux. Il s'agit d'une condition de recevabilité pour l'ensemble des recours, mais elle est particulière dans le cas de la responsabilité. La liaison du contentieux signifie que la requête doit être dirigée contre un acte de l'Administration et non seulement contre un agissement. Ainsi, dans le cadre du recours pour excès de pouvoir et du recours de plein contentieux objectif, la liaison du contentieux est automatique puisque son objet est un acte administratif. Dans le cas de la responsabilité, il n'existe pas nécessairement un acte au fondement du litige. Ainsi, le requérant, avant de formuler une requête devant la juridiction administrative compétente, doit faire un recours indemnitaire devant l'Administration dans lequel il formule sa demande d'indemnisation en la chiffrant (sauf à ce que l'étendue du dommage soit encore inconnue). C'est seulement après une réponse express ou implicite de l'Administration que le requérant peut introduire une requête devant le juge administratif. Les moyens soulevés par le requérant doivent permettre de démontrer l'existence d'un fait générateur fautif, d'un dommage ayant causé un préjudice à la victime et d'un lien de causalité. Les conclusions indemnitaires formulées doivent demander au juge un montant. Le juge doit apprécier la réalité du dommage, le caractère fautif des agissements de l'Administration et l'existence du lien de causalité. Il doit également évaluer le montant du préjudice à l'aide de différents outils, tel que la perte de chance ou encore des référentiels d'indemnisation créés par l'Office National d'Indemnisation des Accidents Médicaux. Le juge prononce le montant de l'indemnisation au regard de l'évaluation du préjudice selon le principe d'interdiction de libéralité de l'Administration et selon l'interdiction de juge supra-petita. 

### Les référés
Il existe différents types de référés répondant chacun à des pouvoirs différents du juge.

#### Les référés urgences
Les référés urgences répondent à des situations nécessitant une intervention rapide du juge, ce que ne permettent pas les recours au fond dont les délais de jugement peuvent atteindre un an. La condition d'urgence est centrale, mais elle est évaluée différemment selon le délai dans lequel le juge est tenu de statue. 

##### Le référé-liberté
Le référé-liberté est créé par la loi du 30 juin 2000. Il s'agit d'un référé urgence dans lequel le juge est amené à statuer en 48h. Il permet au juge administratif de mettre fin à une situation portant une "atteinte grave et manifestement illégale" aux droits et libertés fondamentales. Les pouvoirs du juge administratif sont ici maximaux puisqu'il peut prendre l'ensemble des mesures nécessaires pour mettre fin à cette situation. Ainsi, dans l'affaire Vincent Lambert, le juge de l'urgence a pu prononcé la suspension de l'exécution de la décision d'arrêt des traitements et une injonction à conduire une expertise médicale.

##### Le référé-suspension
Le référé-suspension permet au juge administratif de suspendre l'exécution d'une décision pour laquelle il existe un doute sérieux de légalité et portant atteinte aux intérêts du justiciable. Il compense le caractère non-suspensif des recours du fond. Le référé-suspension doit nécessairement être accompagné d'un recours au fond sans quoi il sera frappé d'irrecevabilité. Le juge peut suspendre l'acte litigieux mais non le réformer, ce qui relève d'une compétence de fond en raison du délai relativement restreint dans lequel il doit statuer. 

#### Les autres référés
Il s'agit de référés permettant au juge d'ordonner des mesures utiles dans un temps restreint. Les pouvoirs du juge sont dictés par la finalité du référé et par le caractère souvent temporaire de la décision qui implique un réexamen au fond. 

## Juridictions administratives
Le Conseil d'État est la juridiction administrative suprême : il est juge de cassation à l'égard des autres juridictions administratives, tout en conservant des compétences de première instance et de juge d'appel. Les juridictions administratives de droit commun sont les tribunaux administratifs et les cours administratives d'appel. Les expressions « justice administrative » et « juridiction administrative » sont d'ailleurs souvent employées, par abus de langage, pour désigner les seules juridictions administratives régies par le Code de justice administrative (ou même les seuls tribunaux administratifs et cours administratives d'appel).
Il existe également des juridictions administratives spécialisées.

### Conseil d'État
Le contrôle juridictionnel des corps administratifs n'est mis en place que par l'article 52 de la Constitution du 22 frimaire an VIII. Dès l'origine, il a une double mission, participer à la rédaction des textes importants, et connaître des litiges de l'administration. Un concours d'entrée est institué pour recruter des auditeurs, titre nouveau dans l'administration - les titres de maîtres des requêtes et de conseillers d'État sont eux repris de l'ancien Conseil du Roi.
Dès lors, l'existence du Conseil d'État ne sera pas remise en cause. Il demeure dans la Charte de 1814, même si son rôle est moindre. La loi du 24 mai 1872 le maintient, et réforme ses attributions : elle lui confie la justice déléguée (c'est-à-dire la capacité de rendre la justice « au nom du peuple français »). La même année est créé le Tribunal des conflits, chargé de résoudre les conflits d'attribution entre la juridiction administrative et la juridiction judiciaire.

#### Activité juridictionnelle
Elle ne constitue maintenant que la moitié de son activité, et ne concerne que la section du contentieux. Le Conseil a, quantitativement, réduit son activité contentieuse du fait de la création des cours administratives d'appel (1987).

##### Juge de premier et dernier ressort
Le Conseil est seul juge pour les affaires importantes : recours contre les décrets et les actes réglementaires des ministres, décisions des organismes collégiaux à champ d'application national (l'Arcom par exemple), litiges de certains fonctionnaires nommés par décret du président de la République, élections régionales et européennes.

##### Juge d'appel
Depuis la création des cours administratives d'appel (CAA), il ne lui reste que l'appel des élections municipales et cantonales et les recours en appréciation de légalité (recours visant à obtenir du juge administratif, non pas l'annulation d'un acte, mais la simple déclaration de son illégalité).

##### Juge de cassation
Le Conseil d’État est la juridiction suprême de l'ordre administratif. Saisi par un pourvoi en cassation, il peut annuler les décisions des cours administratives d'appel (CAA), des juridictions administratives spécialisées (Cour nationale du droit d'asile, Cour des comptes, etc.), ou même des tribunaux administratifs lorsque ceux-ci jugent en premier et dernier ressort.
En cas de cassation, le Conseil d’État peut renvoyer l'affaire devant une juridiction de même niveau que celle dont la décision a été annulée, mais aussi statuer au fond, pour des raisons de bonne administration de la justice.

#### Activité consultative
Cette activité s'inscrit dans la logique de conseil de cet organe : conseil du gouvernement français et, dans certains cas, du Parlement (depuis la révision constitutionnelle du 23 juillet 2008). Il s'agit notamment de l'examen des projets de lois et d'ordonnances, avant que ceux-ci ne soient soumis au conseil des ministres, des projets de décret que la loi qualifie de « décret en Conseil d'État », et de propositions de loi sur demande du Président de l'Assemblée nationale ou du Président du Sénat. Le Conseil d'État émet un avis (rendu public ou non par le gouvernement) sur la régularité juridique de ces textes, sur leur forme et leur opportunité administrative.
Il peut par ailleurs être consulté librement par le gouvernement sur toute question ou difficulté d'ordre juridique ou administratif.

#### Organisation
Les auditeurs de deuxième classe sont recrutés par la voie de l'ENA (devenue l'INSP le 1er janvier 2022), depuis la création de celle-ci. Chaque année, cinq à sept postes sont proposés. L'avancement au sein du Conseil se fait par ancienneté : au bout de trois ans environ, les auditeurs deviennent maîtres des requêtes, puis conseillers d'État environ douze ans plus tard.
Un maître des requêtes sur quatre, un conseiller d'État sur trois est nommé au tour extérieur, le Vice-président du Conseil d'Etat les choisit parmi les magistrats des Cours Administratives d'Appel et des Tribunaux Administratifs
Le Conseil d'État compte en tout environ 300 membres, dont 100 placés en détachement. Ils se répartissent ainsi : environ 100 conseillers, 70 maîtres des requêtes et 20 auditeurs. Le Conseil d'État est présidé par son vice-président, mais l'assemblée générale du Conseil peut être présidée par le Premier ministre et, en son absence, par le garde des sceaux. Depuis 2018, Bruno Lasserre est vice-président du Conseil d'État, prenant la suite de Jean-Marc Sauvé.

#### Nombre d'affaires
En 1999, le Conseil d’État avait été saisi de 12 330 affaires (net après déduction des "séries" de contentieux), soit 8 817 après déduction des ordonnances du président de la Section du contentieux (qui ne concernent que la répartition des compétences et les recours contre les décisions attributives d'aide juridictionnelle) ; 57 % de ces affaires concernaient uniquement le contentieux des étrangers (entendu comme le jugement des litiges dont l’objet porte sur une décision relative à l’entrée, au séjour en France ou à l’éloignement d’un ressortissant étranger, ou sur un acte accessoire à une telle décision). 38 % des affaires jugées cette année là l'étaient en premier ressort, 24 % en appel et 38 % en cassation. Le rapport public du Conseil d’État de 1999 fixait ainsi comme objectifs la résorption du contentieux des étrangers et la réduction de la durée des instances, notamment pour éviter toute condamnation de la CEDH.
Séries de contentieux exclues, le nombre d'affaires net enregistré par le Conseil d’État était de 9 744 en 2009 (après un pic de 12 074 en 2005), soit 8 606 après déduction des ordonnances du président de la Section du contentieux, avec un délai prévisible moyen de jugement des affaires en stock à 9,5 mois. En 2021, le délai de jugement en Conseil d'État était tombé à 7 mois, soit une baisse de 35 % depuis 2011, pour 11 633 affaires jugées (avec un essor notable du référé).
Le rapport d'activité de la juridiction administrative de 2024 (portant sur l'année 2023) donne les statistiques suivantes quant à l'activité contentieuse des juridictions administratives :
| Degré de juridiction          | Affaires enregistrées | Affaires jugées | Affaires en stock | Délai prévisible moyen de jugement (affaires en stock) |
| ----------------------------- | --------------------- | --------------- | ----------------- | ------------------------------------------------------ |
| Tribunaux administratifs      | 257 329               | 243 089         | 214 292           | 10 mois 17 jours                                       |
| Cours administratives d'appel | 31 586                | 32 144          | 28 303            | 10 mois 17 jours                                       |
| Conseil d'État                | 9 574                 | 9 746           | 5 205             | 6 mois 12 jours                                        |

### Cours administratives d'appel

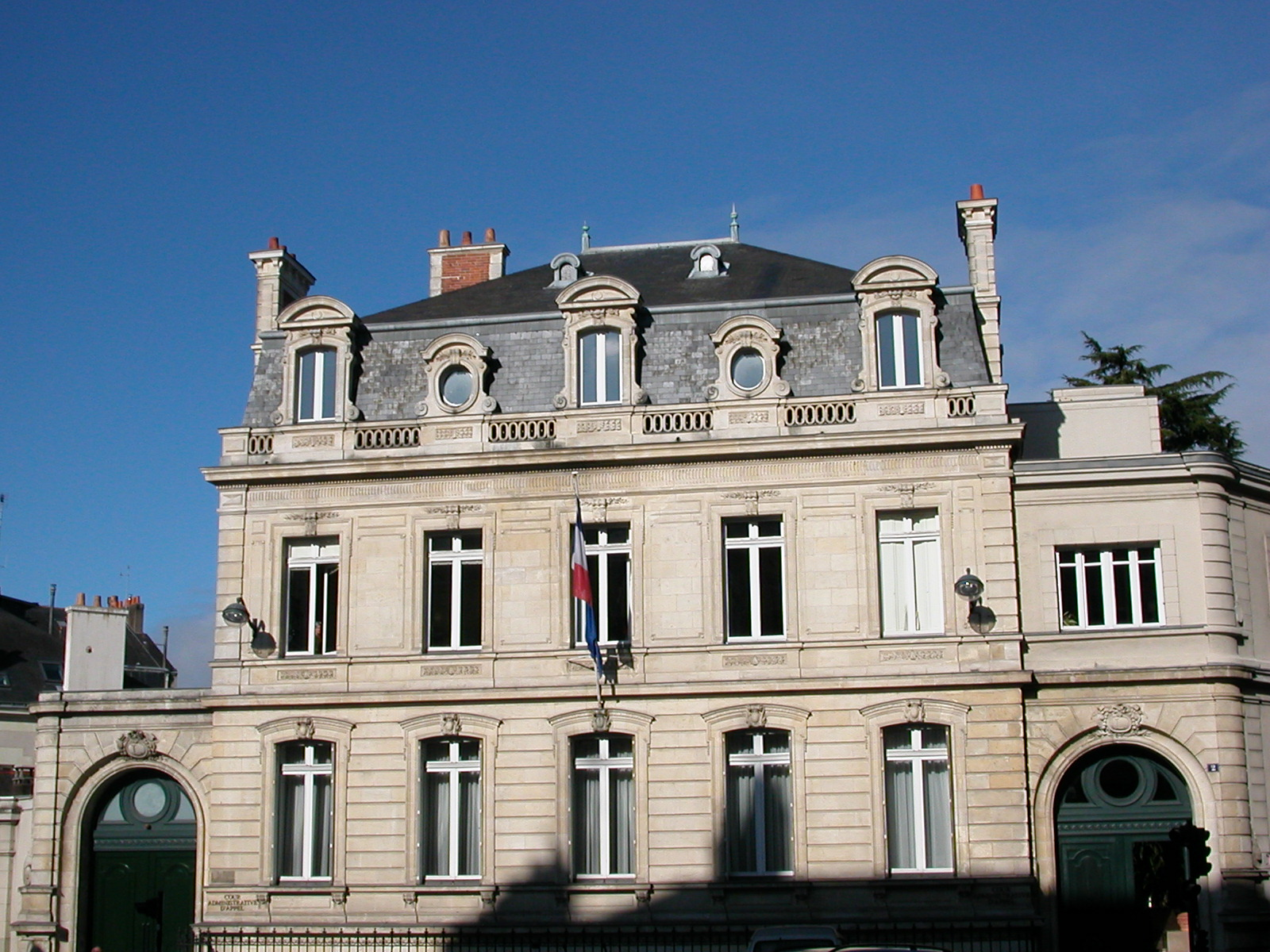
Cour administrative d'appel de Nantes

Les cours administratives d'appel (CAA) sont créées par la loi du 31 décembre 1987 portant réforme du contentieux administratif. Leur mise en place est progressive à partir du 1er janvier 1989 : cinq CAA sont créées (Paris, Lyon, Nancy, Nantes, Bordeaux). En 1997, la CAA de Marseille est créée, en 1999 celle de Douai et enfin en 2004 celle de Versailles.
Ce sont les juges d'appel de droit commun de l'ordre administratif, à l'exception de quelques contentieux relevant directement du Conseil d'État. Leurs compétences ont évolué : en 1989, par exemple, elles ne connaissaient pas du contentieux de l'excès de pouvoir. Depuis 2015, elles peuvent aussi avoir une compétence de premier et dernier ressort dans certains litiges. Il s'agit principalement de certains contentieux relevant de l'environnement, de l'urbanisme et du patrimoine bâti.
Les cours administratives d'appel sont présidées par un conseiller d'État. Elles sont très encombrées : en 1998, 14 390 affaires sont entrées, 9 199 ont été jugées mais 29 334 sont en instance (soit un délai de 3 ans). 14 % des décisions des tribunaux administratifs (TA) sont frappées d'appel devant les CAA, et 16 % si l'on compte les CAA et le Conseil d'État.
Les membres des tribunaux administratifs et des cours administratives d'appel font partie du même corps. Ce sont des fonctionnaires qui font office de magistrat. Ils sont inamovibles. Ils sont recrutés :
- par la voie de l'ENA (devenue l'INSP le 1er janvier 2022)
- par un concours de recrutement complémentaire
- par détachement
- par nomination au tour extérieur

### Tribunaux administratifs
Les tribunaux administratifs (TA), créés en 1953, sont héritiers des anciens conseils de préfecture qui avaient été institués par la loi du 28 pluviôse an VIII, et qui deviennent juges administratifs de droit commun en premier ressort, là où auparavant c'était le Conseil d'État. À l'origine, le Conseil était l'instance d'appel pour les TA.
À l'heure actuelle, il existe 43 tribunaux administratifs. Il en existe environ un par région ou collectivité d'outre-mer, mais l'Île-de-France en compte cinq (Paris, Versailles, Cergy-Pontoise, Melun et Montreuil depuis novembre 2009). La compétence géographique se situe ainsi : le conflit est porté devant le TA dans le ressort duquel se trouve le siège de la décision attaquée de l'autorité administrative, ce qui explique notamment l'engorgement du tribunal de Paris. Pour les contrats administratifs, il s'agit du tribunal administratif du lieu d'exécution du contrat.
En 1998, 123 834 affaires sont entrées, 104 615 étaient jugées et 207 920 étaient pendantes, soit deux ans de délai. Le contentieux soumis aux TA a beaucoup augmenté : 20 000 affaires par an environ en 1970, 50 000 en 1985.

## Juridictions administratives spécialisées
Outre les juridictions administratives classiques (Conseil d'État, cours administratives d'appel et tribunaux administratifs), on retrouve des juridictions qui appartiennent aussi à l'ordre administratif mais qui traitent des litiges plus spécifiques.

### Juridictions financières

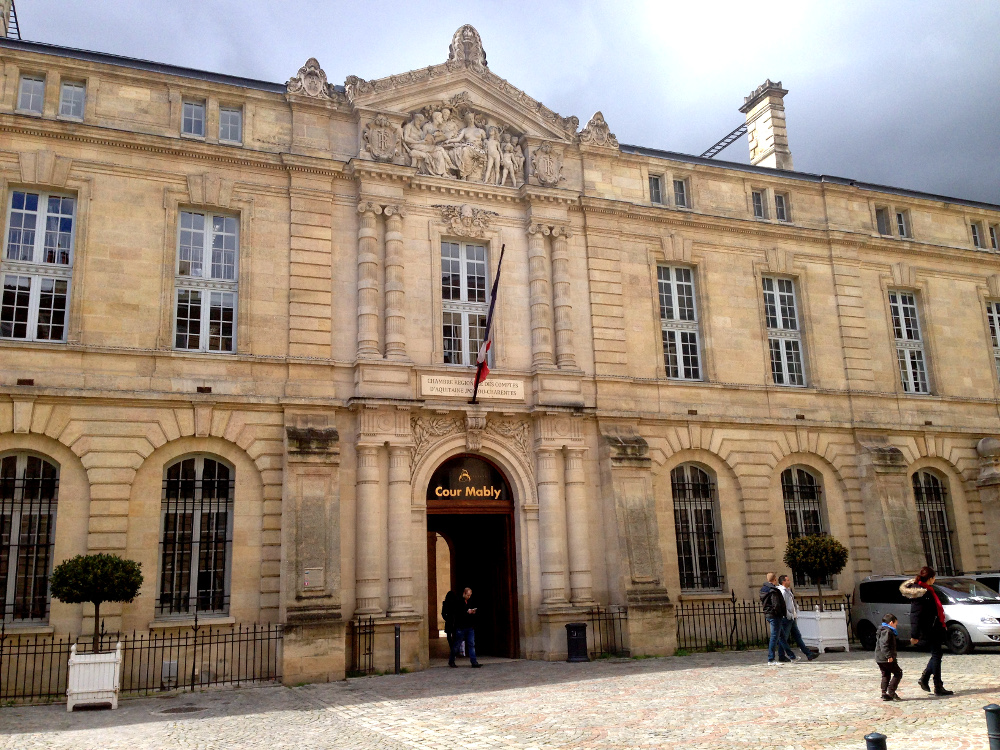
Chambre régionale des comptes d'Aquitaine, Poitou-Charentes, à Bordeaux

Les juridictions financières constituent en quelque sorte un sous-ordre administratif, dont le Conseil d'État est également le juge de cassation. Jusqu'au 31 décembre 2022, les chambres régionales et territoriales des comptes prononçaient des jugements susceptibles d'appel devant la Cour des comptes (double degré). Les arrêts de la Cour des comptes, qu'ils soient autonomes ou d'appel de jugement de chambre régionale et territoriale, peuvent être cassés par le Conseil d'État. Jusqu'au 31 décembre 2022, la Cour de discipline budgétaire et financière, juridiction autonome et très singulière qui partage son organisation logistique avec la Cour des comptes, prononçait des arrêts seulement susceptibles de cassation devant le Conseil d'État. À partir du 1er janvier 2023, le contentieux des juridictions financières est organisé devant l'unique chambre du contentieux de la Cour des comptes, dont les arrêts sont susceptibles d'appel devant la nouvelle Cour d'appel financière, le juge de cassation restant le Conseil d'Etat.

#### Cour des comptes
La Cour des comptes est une juridiction qui, en application de l’article 47-2 de la Constitution de 1958, « assiste le Parlement dans le contrôle de l'action du Gouvernement. Elle assiste le Parlement et le Gouvernement dans le contrôle de l'exécution des lois de finances et de l'application des lois de financement de la sécurité sociale ainsi que dans l'évaluation des politiques publiques. Par ses rapports publics, elle contribue à l'information des citoyens. »
Elle :
- juge la régularité des comptes publics de l'État et de ses établissements publics,
- contrôle l'usage des fonds publics par les décideurs de l'État, du service public national, des organismes privés bénéficiant d'une aide de l'État ou européenne et l'usage des fonds recueillis par des associations faisant appel à la générosité publique,
- informe le Parlement, le Gouvernement et l'opinion publique sur ses résultats.

Elle a reçu de la loi organique relative aux lois de finances de 2001 une nouvelle compétence, celle de certifier les comptes annuels de l'État.
Lors du jugement des comptes, en cas de dépense ou de recette irrégulière, le comptable responsable est jugé débiteur de l'État ou de la personne publique contrôlée et doit rembourser la somme manquante de son propre argent (« responsabilité pécuniaire et personnelle »). La Cour ne peut en revanche sanctionner l'ordonnateur des dépenses et des recettes.

#### Chambres régionales des comptes et chambres territoriales des comptes
L'action de la Cour des comptes est transposée par les chambres régionales et territoriales des comptes (CRTC) au niveau des collectivités territoriales (régions, départements et communes) et leurs établissements publics locaux (groupements de communes, lycées, hôpitaux…).

#### Cour de discipline budgétaire et financière
En vigueur jusqu'au 31 décembre 2022, la Cour de discipline budgétaire et financière (CDBF), à l'inverse de la Cour des comptes et des chambres régionales et territoriales des comptes, pouvait juger tous les gestionnaires de fonds publics, que l'organisme dont ils relèvent soit lui-même public (administration ; établissement public) ou qu'il soit privé, à condition alors qu'il bénéficie de fonds publics et qu'il relève du contrôle de la Cour des comptes et des chambres régionales et territoriales des comptes : entreprise publique ; groupement d'intérêt public ; organisme consulaire ; association faisant appel à la générosité publique ; organisme subventionné. La CDBF pouvait les condamner à une amende (maximum : 2 ans de revenus) en cas d'infraction aux textes régissant la gestion et les finances publiques. Certains gestionnaires échappent toutefois à sa juridiction car leur responsabilité est politique et doit s'exercer selon les cas devant l'Assemblée nationale ou l'assemblée délibérante dont ils relèvent : les ministres et les chefs d'exécutifs locaux (maires, présidents de conseil général ou régional). La CDBF ne peut se saisir elle-même mais peut l'être par l'intermédiaire du ministère public placé auprès d'elle par un ministre, par le président du Sénat ou celui de l'Assemblée nationale, par la Cour des comptes ou les chambres régionales et territoriales des comptes. En outre, tous les créanciers de l'administration victimes de la non-exécution d'une décision de justice peuvent la saisir directement pour obtenir condamnation de l'administration à raison de ce refus d'exécution.
Ce régime de responsabilité disparaît au 1er janvier 2023, remplacé par la nouvelle chambre du contentieux de la Cour des comptes et la cour d'appel financière (double degré).

### Juridictions sociales
Les litiges relatifs au financement des établissements et services sociaux ou médico-sociaux et des hôpitaux sont soumis à un tribunal interrégional de la tarification sanitaire et sociale et, sur appel, à la Cour nationale de la tarification sanitaire et sociale.

### Enseignement
Des juridictions administratives existent au sein de l'enseignement supérieur. En effet, les conseils académiques constitués en sections disciplinaires des établissements publics à caractère scientifique, culturel et professionnel et des autres établissements publics d'enseignement supérieur placés sous la tutelle du ministre chargé de l'enseignement supérieur ont la qualité de juridictions administratives. Les appels sont dévolus au Conseil national de l'enseignement supérieur et de la recherche dans sa formation disciplinaire. La juridiction disciplinaire des membres du personnel enseignant et hospitalier est aussi une juridiction administrative.

### Juridictions ordinales
Certains conseils d'ordres professionnels ont le caractère de juridiction administrative, comme le conseil de l'Ordre des médecins, l'Ordre national des chirurgiens dentistes ou la Chambre nationale de discipline des vétérinaires.

### Autres juridictions administratives spécialisées
La Cour nationale du droit d'asile et la Commission du contentieux du stationnement payant sont des juridictions administratives spécialisées.

### Anciennes juridictions administratives
Les conseils académiques de l'Éducation nationale et le Conseil supérieur de l'éducation subsistent comme organes administratifs mais ne sont plus des juridictions depuis 2015.
Les commissions départementales d'aide sociale et la Commission centrale d'aide sociale ont été supprimées en 2018 au profit de juridictions de l'ordre judiciaire.
Les juridictions des pensions (tribunal des pensions et cour régionale des pensions), créées en 1919 et supprimées au 1er novembre 2019, examinaient les recours en matière de pensions et avantages régis par le code des pensions militaires d'invalidité et des victimes de guerre.